# Maroua Kharbouch

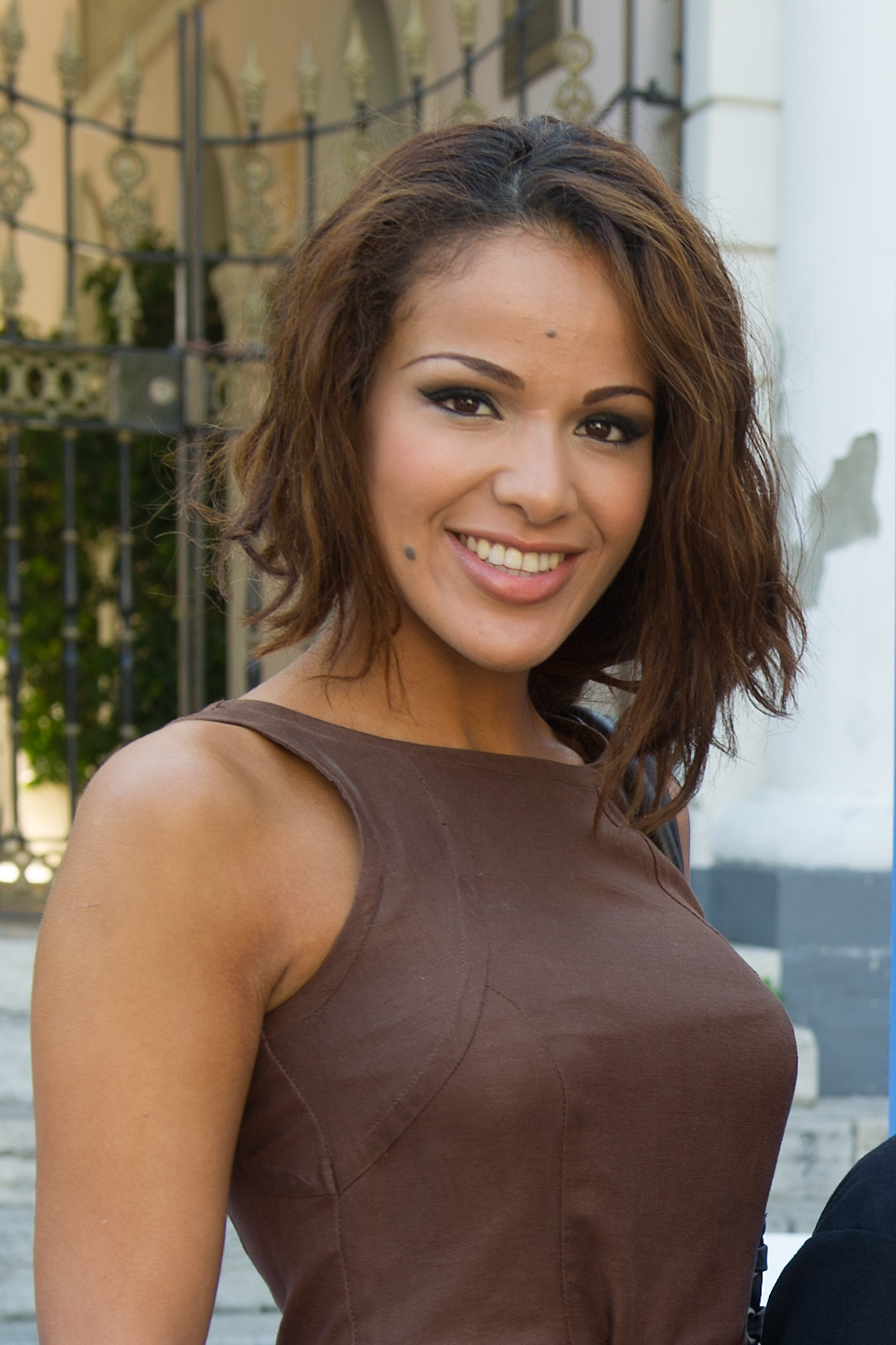
Maroua Kharbouch auf dem John Mackintosh Square bei der Dreihundertjahrfeier der Friedensverträge von Utrecht (2013)

Maroua Kharbouch (* 20. September 1990 in Gibraltar) ist eine Schönheitskönigin aus Gibraltar. Sie wurde 2013 zur Miss Gibraltar gekrönt und erhielt bei der Ausscheidung zur Miss World 2013 in Bali, Indonesien als People’s Choice einen Platz unter den Top 6 der Finalistinnen. Sie war die erste Miss Gibraltar mit marokkanischer Abstammung und die zweite Gibraltarerin, die Finalistin beim Schönheitswettbewerb Miss World wurde.

## Karriere
Maroua Kharbouchs Eltern stammen aus Marokko. Sie spricht Englisch, Spanisch und Arabisch.
Sie arbeitet hauptberuflich als Kundenberaterassistentin. Ihre Hobbys und Interessen schließen Modelling, Fitness und Ehrenämter ein.

### Miss Gibraltar 2013
Sieben Kandidatinnen schrieben sich für den Schönheitswettbewerb Miss Gibraltar 2013 ein. Am 20. März 2013 boten die Buchmacher bereits mit 8/13 auf Maroua Kharbouchs Gewinn, und sie hatte beim Wettbewerb zufälligerweise den ersten Auftritt.
Sie erhielt am 25. Juni 2013 den ersten Teil ihres Preises in Form eines Schecks und Mode-Einkaufsgutscheinen vom Gibraltaer Kulturminister Steven Linares und wird den zweiten Teil am Ende ihrer Amtszeit erhalten.

### Miss World 2013
Als Miss Gibraltar 2013 vertrat Maroua Kharbouch Gibraltar beim Miss World-Wettbewerb in Bali. Am 12. September 2013 hielt sie den dritten Rang des People’s Choice Award, so dass sie automatisch ins Finale kam.
Kharbouch hielt bei der Preisvergabe die Hand von Miss Spanien Elena Ibarbia, die es auch in die Top 6 geschafft hatte. Das wurde als eine wichtige Geste gesehen, die im Kontrast zu der angespannten politischen Lage der beiden Länder stehe. Der Chief Minister von Gibraltar Fabian Picardo beschrieb das Bild als „bewegend“ und sagte, die beiden seien ein Beispiel „der Realität der symbiotischen Beziehung zwischen der Bevölkerung von Gibraltar und La Línea in Spanien und der Umgebung: Freundschaft, Respekt und Verständnis“.
Bei ihrer Rückkehr nach Gibraltar am 30. September 2013 wurde Maroua Kharbouch von Kulturminister Steven Linares und dem Bürgermeister Anthony Lima am Flughafen begrüßt.